# Sun Yue (koszykarz)
Sun Yue (chin. trad. 孫悅, chin. upr. 孙悦, pinyin Sūn Yuè; ur. 6 listopada 1985 w Hebei) – chiński koszykarz, były zawodnik Los Angeles Lakers, mistrz NBA z 2009, obecnie zawodnik Beijing Royal Fighters.

## NBA
w 2007 roku Sun został wybrany z 40. numerem draftu przez Los Angeles Lakers, jednak amerykańska drużyna nie podpisała od razu z nim kontraktu i odesłała go do Chin by ten dalej się szkolił, grając w klubie Beijing Aoshen. Kontrakt podpisano dopiero w sierpniu 2008 r., a zadebiutował w lidze w grudniu tego roku.

## Reprezentacja Chin
Sun reprezentował swój kraj podczas Mistrzostw Świata w Koszykówce w 2006, gdzie Chiny zajęły 15 miejsce.

## Osiągnięcia
Stan na 18 stycznia 2020, na podstawie, o ile nie zaznaczono inaczej.
Drużynowe
- Mistrz:
  -  NBA (2009)
  - Chin (2014, 2015)[3][4]

Indywidualne
(* – nagrody przyznane przez portal asia-basket.com)
- MVP meczu gwiazd CBA (2014)
- Zaliczony do:
  - I składu najlepszych zawodników krajowych CBA (2014)*[3]
  - II składu ABA (2006)[5]
- Uczestnik meczu gwiazd:
  - CBA (2015, 2017, 2020)[4][6]
  - ABA (2006)[5]

Reprezentacja
- Mistrz:
  - Azji (2005, 2011)
  - igrzysk azjatyckich (2006, 2010)
- Wicemistrz Azji (2009)
- Brąz turnieju FIBA Diamond Ball (2008)
- Uczestnik:
  - mistrzostw:
    - świata (2006 – 15. miejsce, 2010 – 16. miejsce)
    - Azji (2005, 2009, 2011, 2013 – 5. miejsce)

  - igrzysk olimpijskich (2008 – 8. miejsce, 2012 – 12. miejsce)
  - pucharu Borislava Stankovicia (2005, 2006, 2013)
  - turnieju London Invitational (2011 – 6. miejsce)
- Lider mistrzostw Azji w przechwytach (2011 – 1,8)[7]